# Dominique Rollin
Dominique Rollin (Boucherville, Quebec, 29 de octubre de 1982) es un ciclista canadiense.
Después de debutar en 2001, con el equipo canadiense Sympatico-Jet Fuel Coffee, en 2003 decidió, bajar a amateurs, hasta que en 2007 volvió a profesionales de la mano del equipo Kodakgallery.com-Sierra Nevada Brewing Co.
Estuvo en equipos modestos, hasta que en 2009, fichó por el Cervélo Test Team, también corrió durante tres temporadas con el equipo francés FDJ.fr. Tras una temporada sin equipo, en 2015 recaló en las filas del conjunto Cofidis. Tras no ser renovado su contrato, en enero de 2016 anunció su retirada.

## Palmarés
2005
- 1 etapa del Tour de Beauce

2006
- Campeonato de Canadá en Ruta
- 1 etapa del Tour de Gironde

2007
- 3 etapas del An Post Rás

2008
- 1 etapa del Tour de California
- Rochester, más 1 etapa
- 1 etapa del Tour de Southland

## Resultados en Grandes Vueltas y Campeonatos del Mundo
| Carrera         | Carrera         | 2007 | 2008 | 2009 | 2010 | 2011 | 2012  | 2013 | 2014 | 2015  |
| --------------- | --------------- | ---- | ---- | ---- | ---- | ---- | ----- | ---- | ---- | ----- |
|                 | Giro de Italia  | —    | —    | —    | —    | —    | Exp.  | 75.º | —    | —     |
|                 | Tour de Francia | —    | —    | —    | —    | —    | —     | —    | —    | —     |
|                 | Vuelta a España | —    | —    | Ab.  | —    | —    | 153.º | —    | —    | 116.º |
| Mundial en Ruta | Mundial en Ruta | Ab.  | Ab.  | —    | Ab.  | —    | —     | —    | —    | —     |

—: no participa

Ab.: abandono

Exp.: Expulsado por la organización